# Teoria das conexões funcionais
A Teoria de Conexões Funcionais ( TFC ) é uma estrutura matemática projetada para interpolação funcional. Ela introduz um método para derivar um funcional - uma função que opera sobre outra função - capaz de transformar problemas de otimização com vínculos em problemas equivalentes sem vínculos. Esta transformação habilita a aplicação da TFC em vários desafios matemáticos, incluindo a solução de equações diferenciais . Interpolação funcional, neste contexto, refere-se à construção de funcionais que sempre satisfazem os vínculos pré-definidos, independentemente da expressão da função (livre) interna.

## Da interpolação à interpolação funcional
Para fornecer um contexto geral para a TFC, considere um problema genérico de interpolação envolvendo {\displaystyle n} vínculos, tal como uma equação diferencial sujeita a um problema de valor de contorno (BVP). Independentemente da equação diferencial, esses vínculos podem ser consistentes ou inconsistentes. Por exemplo, em um problema sobre o domínio {\displaystyle {\mathcal {D}}:(0,1)\cup (0,1)}, os vínculos {\displaystyle f_{1}(x,0)=1+x} e {\displaystyle f_{2}(0,y)=2-y} são inconsistentes, pois produzem valores diferentes no ponto em comum {\displaystyle (0,0)}. Se os {\displaystyle n} vínculos são consistentes, uma função que interpola esses vínculos pode ser construída selecionando {\displaystyle n} funções de suporte linearmente independentes, tais como monômios, {\displaystyle \{1,x,x^{2},\cdots ,x^{n-1}\}}. O conjunto de funções de suporte escolhido pode ou não ser consistente com os vínculos fornecidos (pré-definidos). O problema de consistência é resolvido examinando os casos de vínculos, interpolação e interpolação funcional, incluindo cenários onde as condições de contorno envolvem cisalhamento e derivadas mistas. Por exemplo, os vínculos {\displaystyle y(-1)=y(+1)=0} e {\displaystyle {\dfrac {dy}{dx}}{\bigg |}_{x=0}=1} são inconsistentes com as funções de suporte, {\displaystyle \{1,x,x^{2}\}}, como pode ser facilmente verificado. Se as funções de suporte forem consistentes com os vínculos, o problema de interpolação pode ser resolvido, produzindo um interpolante, que é uma função que satisfaz todos os vínculos. Escolher um conjunto diferente de funções de suporte resultaria em um interpolante diferente. Quando um problema de interpolação é resolvido e um interpolante inicial é determinado, todos os interpolantes possíveis poderiam, em princípio, ser gerados executando o processo de interpolação com cada conjunto distinto de funções de suporte, linearmente independentes e consistentes com os vínculos. Entretanto, esse método é impraticável, pois o número de conjuntos possíveis de funções de suporte é infinito.
Este desafio foi resolvido através do desenvolvimento da TFC, uma estrutura analítica para realizar interpolação funcional, introduzida por Daniele Mortari na Texas A&M University. A abordagem envolve a construção de um funcional {\displaystyle f{\big (}\mathbf {x} ,g(\mathbf {x} ){\big )}} que satisfaz os vínculos dados para qualquer expressão arbitrária de {\displaystyle g(\mathbf {x} )}, referida como a função livre. Este funcional, conhecido como funcional com vínculo, fornece uma representação completa de todos os interpolantes possíveis. Ao variar {\displaystyle g(\mathbf {x} )}, é possível gerar o conjunto completo de interpolantes, incluindo aqueles que são descontínuos ou parcialmente definidos.

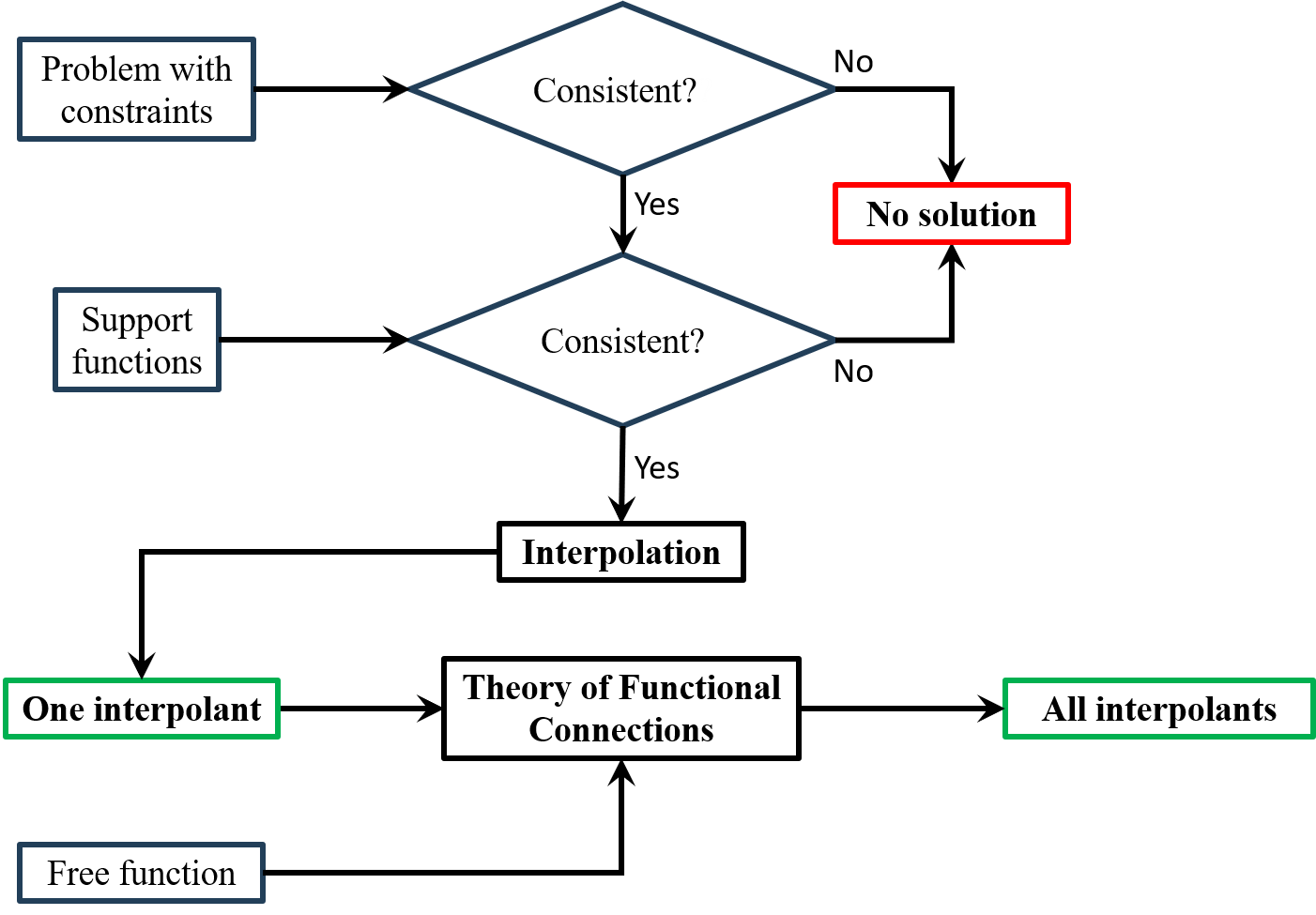
Fluxograma de função e interpolação funcional

A interpolação de funções produz uma única função de interpolação, enquanto a interpolação funcional gera uma família de funções de interpolação representadas por meio de um funcional. Este funcional define o subespaço de funções que satisfazem inerentemente os vínculos fornecidos, efetivamente reduzindo o espaço de soluções para a região onde as soluções para o problema de otimização com vínculos estão localizadas. Ao empregar estes funcionais, problemas de otimização com vínculos podem ser reformulados como problemas sem vínculos. Essa reformulação permite métodos de solução mais simples e eficientes, muitas vezes melhorando a precisão, robustez e confiabilidade. Neste contexto, a Teoria das Conexões Funcionais (TFC) fornece uma estrutura sistemática para transformar problemas com vínculos em problemas sem vínculos, agilizando assim o processo de solução.
A TFC aborda vínculos univariados envolvendo pontos, derivadas, integrais e qualquer combinação linear destes. A teoria também é estendida para acomodar vínculos infinitos e multivariados e aplicada à resolução de equações ordinárias, parciais e integro-diferenciais. A versão univariada da TFC pode ser expressa em uma das duas formas a seguir:
{\displaystyle {\begin{cases}f{\big (}x,g(x){\big )}=g(x)+\displaystyle \sum _{j=1}^{n}\eta _{j}{\big (}x,g(x){\big )}\,s_{j}(x)\\f{\big (}x,g(x){\big )}=g(x)+\displaystyle \sum _{j=1}^{n}\phi _{j}{\big (}x,\mathbf {s} (x){\big )}\,\rho _{j}{\big (}x,g(x){\big )},\end{cases}}}
onde {\displaystyle n} representa o número de vínculos lineares, {\displaystyle g(x)} é a função livre, e {\displaystyle s_{j}(x)} são {\displaystyle n} funções de suporte definidas pelo usuário e linearmente independentes entre si. Os termos {\displaystyle \eta _{j}(x,g(x))} são os coeficientes funcionais, {\displaystyle \phi _{j}(x)} são funções de troca (que assumem o valor 1 quando avaliadas em seus respectivos vínculos e 0 em outros vínculos) e {\displaystyle \rho _{j}{\big (}x,g(x){\big )}} são funcionais de projeção que expressam os vínculos em termos da função livre.

## Um exemplo racional
Para mostrar como a TFC generaliza a interpolação, considere os vínculos {\displaystyle {\dot {y}}(x_{1})={\dot {y}}_{1}} e {\displaystyle {\dot {y}}(x_{2})={\dot {y}}_{2}}. Uma função de interpolação que satisfaz esses vínculos é
{\displaystyle f_{a}(x)={\dfrac {x(2x_{2}-x)}{2(x_{2}-x_{1})}}\,{\dot {y}}_{1}+{\dfrac {x(x-2x_{1})}{2(x_{2}-x_{1})}}\,{\dot {y}}_{2},}
como pode ser facilmente verificado. Devido a esta propriedade de interpolação, a derivada da função,
{\displaystyle \delta (x)=g(x)-{\dfrac {x(2x_{2}-x)}{2(x_{2}-x_{1})}}\,{\dot {g}}(x_{1})-{\dfrac {x(x-2x_{1})}{2(x_{2}-x_{1})}}\,{\dot {g}}(x_{2}),}
desaparece em {\displaystyle x_{1}} e {\displaystyle x_{2}}, para qualquer função {\displaystyle g(x)}. Portanto, ao adicionar {\displaystyle \delta (x)} para {\displaystyle f_{a}(x)}, obtém-se um funcional que ainda satisfaz os vínculos
{\displaystyle f{\big (}x,g(x){\big )}=f_{a}(x)+\delta (x)={\dfrac {x(2x_{2}-x)}{2(x_{2}-x_{1})}}\,{\dot {y}}_{1}+{\dfrac {x(x-2x_{1})}{2(x_{2}-x_{1})}}\,{\dot {y}}_{2}+g(x)-{\dfrac {x(2x_{2}-x)}{2(x_{2}-x_{1})}}\,{\dot {g}}(x_{1})-{\dfrac {x(x-2x_{1})}{2(x_{2}-x_{1})}}\,{\dot {g}}(x_{2}),}
não importa qual seja a função {\displaystyle g(x)}. Devido a essa propriedade, este funcional é chamado de funcional com vínculo. O requisito chave para o funcional {\displaystyle f{\big (}x,g(x){\big )}} funcionar como pretendido é que os termos {\displaystyle {\dot {g}}(x_{1})} e {\displaystyle {\dot {g}}(x_{2})} sejam definidos. Uma vez satisfeita esta condição, o funcional {\displaystyle f{\big (}x,g(x){\big )}} é livre para assumir quaisquer valores arbitrários além dos vínculos especificados, graças à flexibilidade infinita fornecida pela {\displaystyle g(x)}. É importante ressaltar que essa flexibilidade não se limita aos vínculos específicos escolhidos neste exemplo. Em vez disso, ela se aplica universalmente a qualquer conjunto de vínculos. Esta universalidade ilustra como a TFC realiza a interpolação funcional: ela constrói uma função que satisfaz os vínculos fornecidos, ao mesmo tempo que permite total liberdade de comportamento em outros lugares por meio da escolha de {\displaystyle g(x)}. Em essência, este exemplo demonstra que o funcional com vínculo {\displaystyle f{\big (}x,g(x){\big )}} captura todas as funções possíveis que satisfazem os vínculos fornecidos, demonstrando o poder e a generalidade da TFC no tratamento de uma ampla variedade de problemas de interpolação.

Exemplo: Uma animação funcional univariada com vínculos usando 2 vínculos absolutos e um vínculo relativo

## Aplicações da TFC
A TFC foi estendida e empregada em várias aplicações, incluindo seu uso em problemas de cisalhamento e derivadas mistas, a análise de operadores fracionais, a determinação de geodésicas para BVP em espaços curvos e a contribuição para métodos de continuação. Além disso, a TFC tem sido aplicada ao controle ótimo indireto, à modelagem de cinética química rígida, e ao estudo da dinâmica epidemiológica. A TFC se estende ao campo da astrodinâmica, onde o problema de Lambert, um famoso BVP na área, é resolvido de forma eficiente. Também demonstrou potencial em programação não linear, mecânica estrutural e transferência radiativa, entre outras áreas. Uma caixa de ferramentas TFC eficiente e gratuita está disponível em https://github.com/leakec/tfc .
De particular destaque é a aplicação da TFC em redes neurais, onde demonstrou eficiência excepcional, especialmente no tratamento de problemas de alta dimensão e na melhoria do desempenho de redes neurais informadas pela física ao eliminar efetivamente os vínculos do processo de otimização, um desafio que as redes neurais tradicionais muitas vezes possuem dificuldade para resolver. Este recurso melhora significativamente a eficiência e a precisão computacional, permitindo a resolução de problemas complexos com maior facilidade. A TFC tem sido empregada com redes neurais informadas pela física e técnicas de regressão simbólica para descoberta física de sistemas dinâmicos .

## Diferença com métodos espectrais
À primeira vista, os métodos TFC e espectrais podem parecer semelhantes em sua abordagem para resolver problemas de otimização com vínculos. No entanto, existem duas diferenças fundamentais entre si:
- Representação de soluções : Os métodos espectrais representam a solução como uma soma de funções base, enquanto a TFC representa a função livre como uma soma de funções base. Essa distinção permite que a TFC satisfaça analiticamente os vínculos, enquanto os métodos espectrais tratam os vínculos como dados adicionais, aproximando-os com uma precisão dependente dos resíduos.
- Abordagem computacional em BVP : Em BVPs lineares, as estratégias computacionais dos dois métodos diferem significativamente. Os métodos espectrais normalmente empregam técnicas iterativas, como o método de disparo, para reformular o BVP como um problema de valor inicial, que é mais simples de resolver. Por outro lado, a TFC aborda esses problemas diretamente por meio de técnicas de mínimos quadrados lineares, evitando a necessidade de procedimentos iterativos.

Ambos os métodos podem realizar a otimização usando o método de Galerkin, que garante que o vetor residual seja ortogonal às funções base escolhidas, ou o método de Colocação, que minimiza a norma do vetor residual.

## Diferença com a técnica dos multiplicadores de Lagrange
O método dos multiplicadores de Lagrange é uma abordagem amplamente utilizada para impor vínculos em um problema de otimização. Essa técnica introduz variáveis adicionais, conhecidas como multiplicadores, que devem ser calculadas para impor os vínculos. Embora o cálculo desses multiplicadores seja simples em alguns casos, pode ser desafiador ou até mesmo praticamente inviável em outros, adicionando assim uma complexidade significativa ao problema. Em contraste, a TFC não adiciona novas variáveis e permite a derivação de funcionais com vínculos sem encontrar dificuldades intransponíveis. Entretanto, é importante notar que o método do multiplicador de Lagrange tem a vantagem de lidar com vínculos de desigualdade, uma capacidade que a TFC atualmente não possui.
Uma limitação notável de ambas as abordagens é as suas propensões em produzir soluções que correspondem a ótimos locais em vez de ótimos globais garantidos, particularmente no contexto de problemas não convexos. Consequentemente, procedimentos de verificação suplementares ou métodos alternativos podem ser necessários para avaliar e confirmar a qualidade e a validade global da solução obtida. Em resumo, embora a TFC não substitua inteiramente o método dos multiplicadores de Lagrange, ela serve como uma alternativa poderosa nos casos em que o cálculo dos multiplicadores se torna excessivamente complexo ou inviável, desde que as restrições sejam limitadas a igualdades.